# Loving Someone
‘Loving Someone’은 잉글랜드의 록 밴드 The 1975의 노래이다. 2017년 2월 3일 밴드의 두 번째 정규 음반 “I Like It When You Sleep, for You Are So Beautiful Yet So Unaware of It”의 일곱 번째 싱글로 발매되었다.

## 라이브 공연
2016년 올랜도 나이트클럽 총기 난사 사건 이후 2016년 7월 13일 버지니아주 샬러츠빌에서 열린 콘서트에서 밴드는 무지개기를 나누어주었다.

## 트랙 리스트
전체 작사·작곡: 조지 대니얼, 애덤 한, 매튜 힐리, 로스 맥도널드
| #            | 제목               | 재생 시간 |
| ------------ | ------------------ | --------- |
| 1.           | 〈Loving Someone〉 | 4:30      |
| 2.           | 〈Somebody Else〉  | 4:20      |
| 총 재생 시간 | 총 재생 시간       | 8:50      |